# Erebia avinoffi
Erebia avinoffi är en fjärilsart som beskrevs av Holland 1930. Erebia avinoffi ingår i släktet Erebia och familjen praktfjärilar. Inga underarter finns listade i Catalogue of Life.